# Аманква, Форсон
Форсон Аманква (англ. Forson Amankwah; родился 31 декабря 2002) — ганский футболист, атакующий полузащитник английского клуба «Норвич Сити» и сборной Ганы.

## Клубная карьера
Воспитанник ганского клуба «УАФА» из Вольты. 12 декабря 2019 года дебютировал в ганской Премьер-лиге в матче против клуба «Карела Юнайтед».
В феврале 2021 года перешёл в австрийский клуб «Ред Булл Зальцбург», после чего сразу отправился в аренду в его фарм-клуб «Лиферинг».
27 июня 2022 года отправился в аренду в клуб австрийской Бундеслиги «Райндорф Альтах». Изначально планировалось, что он проведёт в команде весь сезон 2022/23, однако в конце декабря 2022 года «Зальцбург» досрочно отозвал Форсона из аренды. Аманква к тому моменту провёл за «Райндорф Альтах» 18 матчей, забив 2 гола и сделав 5 голевых передач.
9 августа 2024 года перешёл в английский клуб «Норвич Сити», подписав четырёхлетний контракт.